# Un amore possibile
Un amore possibile è un cortometraggio del 2004 diretto da Amanda Sandrelli.

## Trama
La storia di un rapporto d'amicizia tra Antonio, un bambino di nove anni e Anna, una ragazza di venticinque: amicizia che nasce da un colpo di fulmine. Un viaggio nel subconscio misterioso dei piccoli.

## Produzione
L'opera, prodotta da Roberta Poiani, è stata realizzata con il finanziamento del Ministero dei Beni Culturali. Il film è stato interamente girato a Foggia.

## Accoglienza
Amanda Sandrelli ha ottenuto una candidatura ai David di Donatello per la regia del cortometraggio.